# Pygochelidon
Pygochelidon es un género de aves paseriformes perteneciente a la familia Hirundinidae que agrupa a especies propias de América Central y Sudamérica.

## Especies
De acuerdo a las clasificaciones de la Taxonomía de Clements, el género agrupa las siguientes dos especies:
- Pygochelidon cyanoleuca
- Pygochelidon melanoleuca